# 東功
東 功（ひがし いさお、1942年8月24日 - 2004年2月6日）は、日本の経営者。北海道新聞社社長を務めた。

## 来歴・人物
高知県出身。1950年に早稲田大学政治経済学部を卒業し、同年に北海道新聞社に入社。1995年に取締役に就任し、1999年1月には社長に就任。2003年から会長を務めた。
北海道文化放送取締役、日本新聞協会副会長、時事通信社理事なども歴任。
2004年2月6日に脳腫瘍のために死去。61歳没。